# Марк Понтій Леліан Ларцій Сабін
Марк Понтій Леліан Ларцій Сабін (лат. Marcus Pontius Laelianus Larcius Sabinus; приблизно 100 — прибл. 180) — державний і військовий діяч Римської імперії, консул-суффект 145 року.

## Життєпис
Походив з Нарбонської Галлії з родини Понтіїв Леліанів, які були римськими колоністами у м. Бетере (сучасне м. Безьє, Франція). За материнською лінією походив з роду Ларціїв Сабінів.
Службу розпочав за правління імператора Адріана. Спочатку був куратором за дорогами. У 122 став військовим трибуном VI Переможного легіону у військовому табору Ветер (провінція Нижня Германія), потім в Ебораку (провінція Британія). У 125 році став квестором провінції Нарбонська Галлія. Згодом обійняв посади народного трибуна, претора та куратора з благоустрою міста Цивітас Араузіценсій (сучасне м. Оранж, Франція).
З 140 до 141 року очолював I Мінервін легіон у м. Бонна (сучасний Бонн) у провінції Нижня Германія. У 141–145 роках як імператорський легат-пропретор керував провінцією Нижня Паннонія.
У 145 році став консулом-суффектом разом з Квінтом Мусцієм Пріском. Раніше вважалося, що Понтій обіймав цю посаду у 144 році, проте згідно з останніми відомостями це відбулося у 145 році.
З 146 до 149 року як імператорський легат-пропретор керував провінцією Верхня Паннонія, а з 150 до 154 року — провінцією Сирія. У 153 році відновив владу імперії над Пальмірою. У 162–166 роках брав участь у війні з Парфією як один з військовиків імператора Луція Вера. За свою звитягу Понтій отримав від сенату статую на форумі Траяна.
У 166–167 роках звитяжно воював під час Першої війни з маркоманами. Приблизно у 175 році увійшов до колегій понтифіків, феціалів, жерців імператора Вера). Помер приблизно у 180 році.

## Родина
- Марк Понтій Леліан, консул 163 року